# Исна
И́сна (Эсна, егип. Jwnyt; Sn3t / Snt, копт. Снэ, др.-греч. Λατόπολις (Латополис или Летополис)) — город на западном берегу Нила в Верхнем Египте, в 54 км к югу от Луксора и в 49 км к северо-западу от Идфу. Исна — один из центров коптского христианства. Близ Исны расположена плотина на Ниле, по которой проходит шоссе.

## Топоним
Греческое название города происходит от слова «латес» — окунь. Нильский окунь (Lates niloticus) считался здесь священной рыбой, спутницей Нейт.

## История
Храм Хнума, почитавшегося здесь наряду с Нейт, находится в центре города, но на площадке, которая ниже окружающей её местности на 10 м. Строительство этого величественного храма началось при Птолемее VIII и закончилось во времена римского владычества, при императорах Клавдии и Веспасиане.
Меньший храм, посвященный тому же божеству, стоит приблизительно в 4 км к северу от Латополя, в деревне под названием Эд-Дейр. Здесь, также как и в большом храме, имелось изображение зодиака, созданное при Птолемее III Эвергете. Этот храм разрушен в XIX веке, так как имел несчастье расположиться на пути прокладки нового канала.
На берегу Нила частично сохранились ниломер и римская набережная, на камнях которой можно увидеть картуши императора Марка Аврелия.
Примерно в 4 км к юго-западу, на восточном берегу Нила около деревушки Сарних обнаружены две скальных стелы, датирующиеся началом правления Аменхотепа IV (Эхнатона).
Ученым удалось очистить от грязи и копоти часть потолков и восемь колонн храма Хнума, с 2018 года археологи нашли здесь 46 рельефных изображений: барельефов, картин и надписей. В 2022 году также были обнаружены цветные фрески с изображением богини-кобры Уаджит и богини в образе грифа Нехбет.

## Галерея

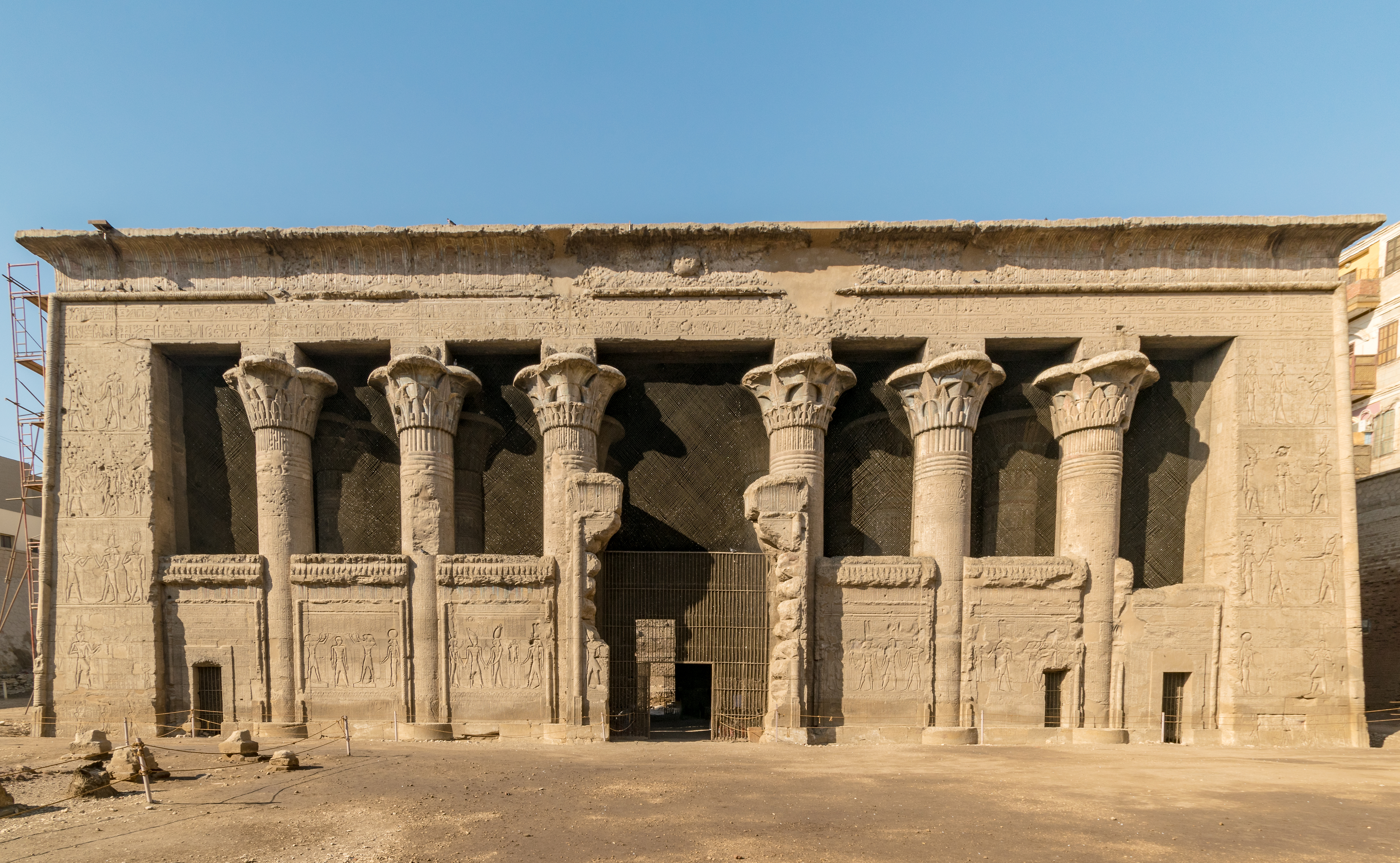
Храм Хнума
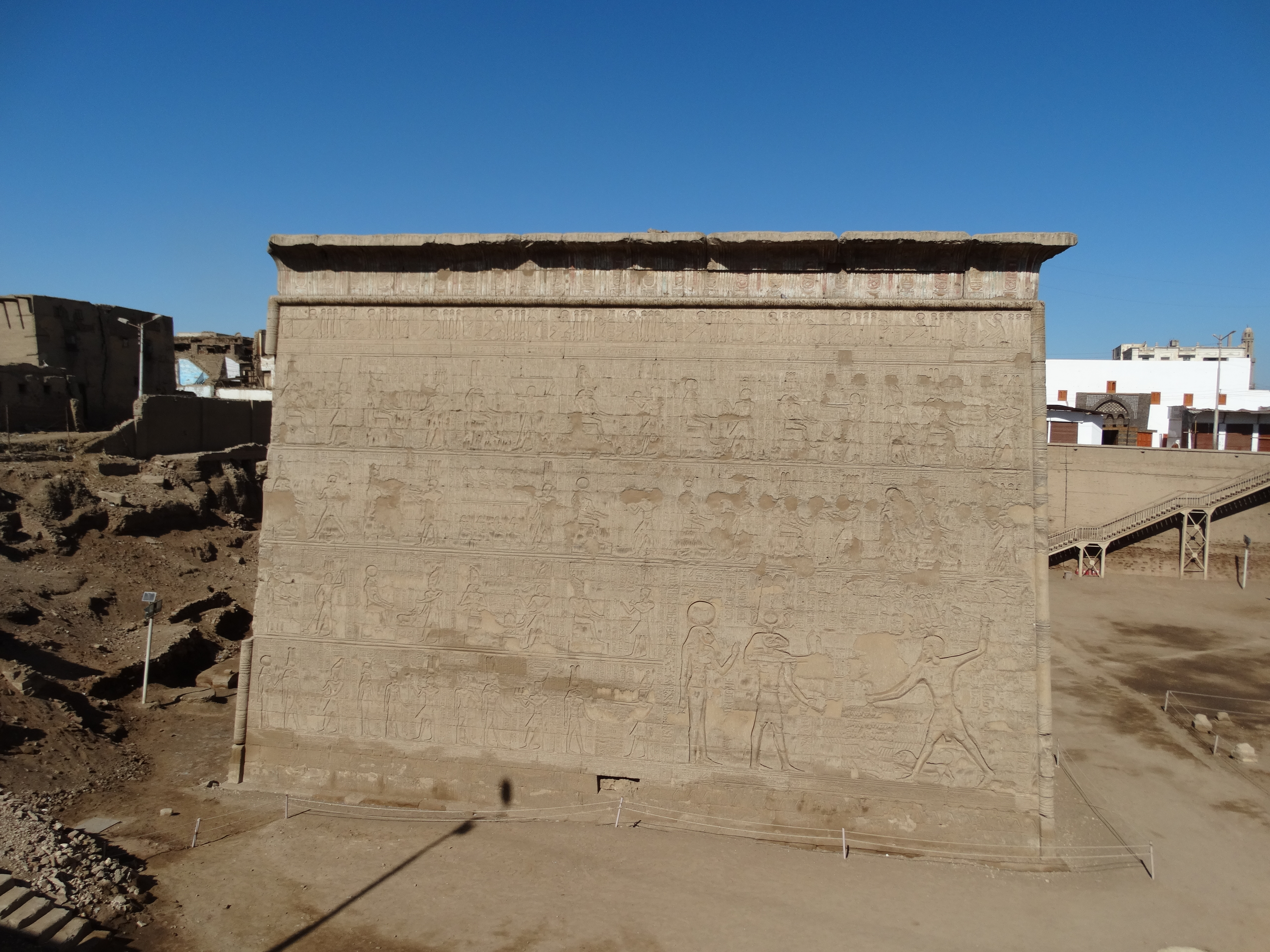
Храм Хнума (вид сбоку)
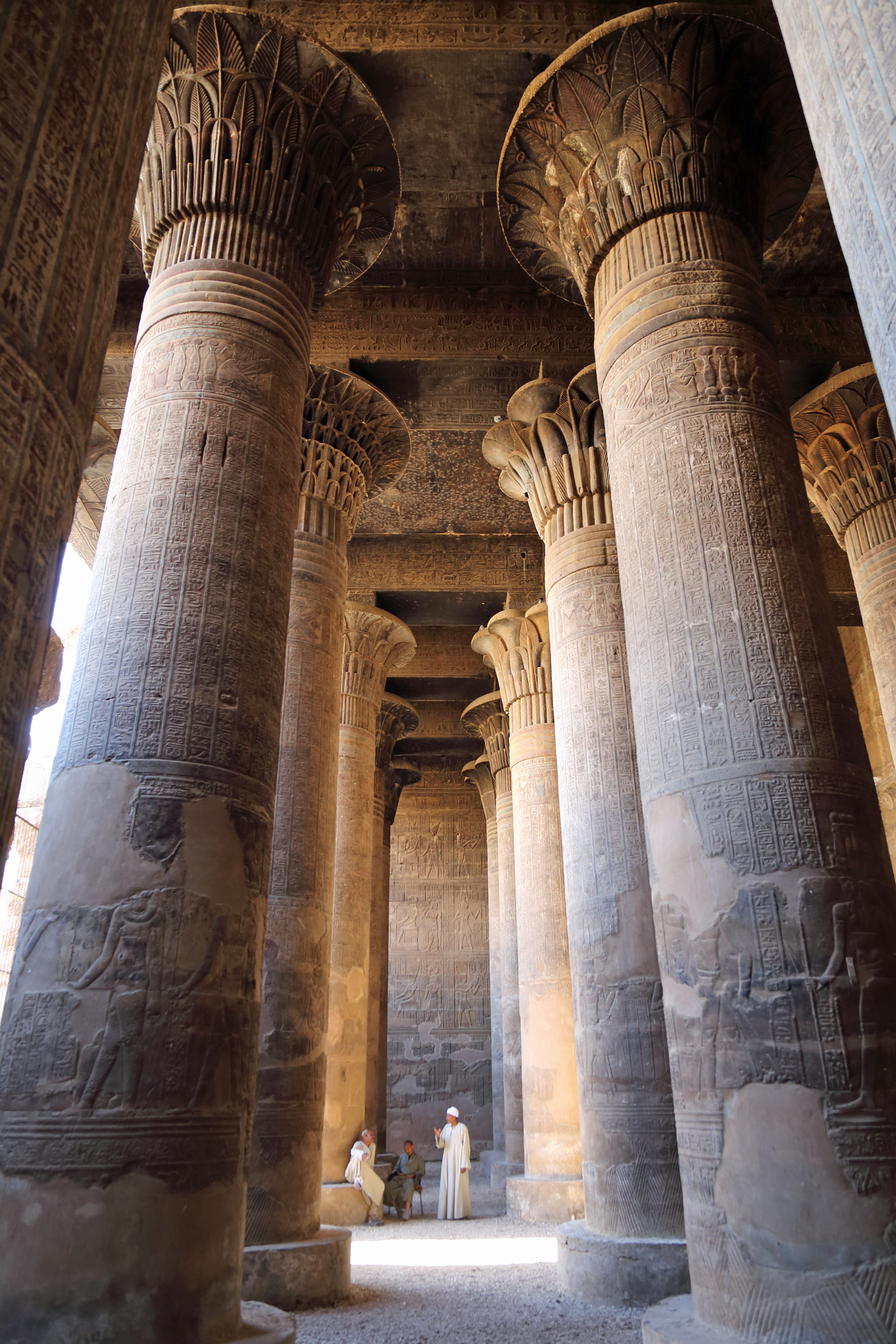
Гипостильный зал храма Исны
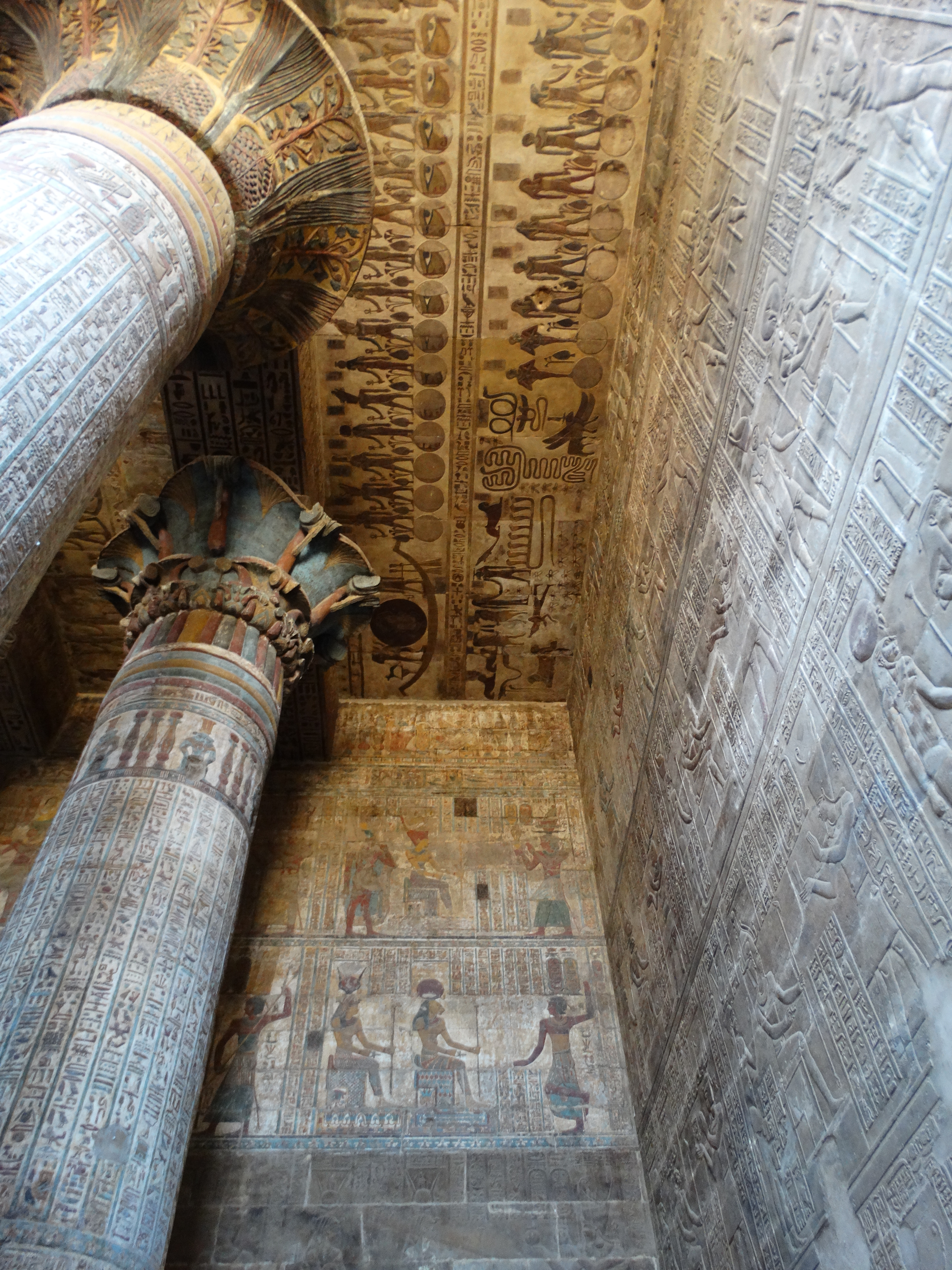
Яркая раскраска колонн и стен храма
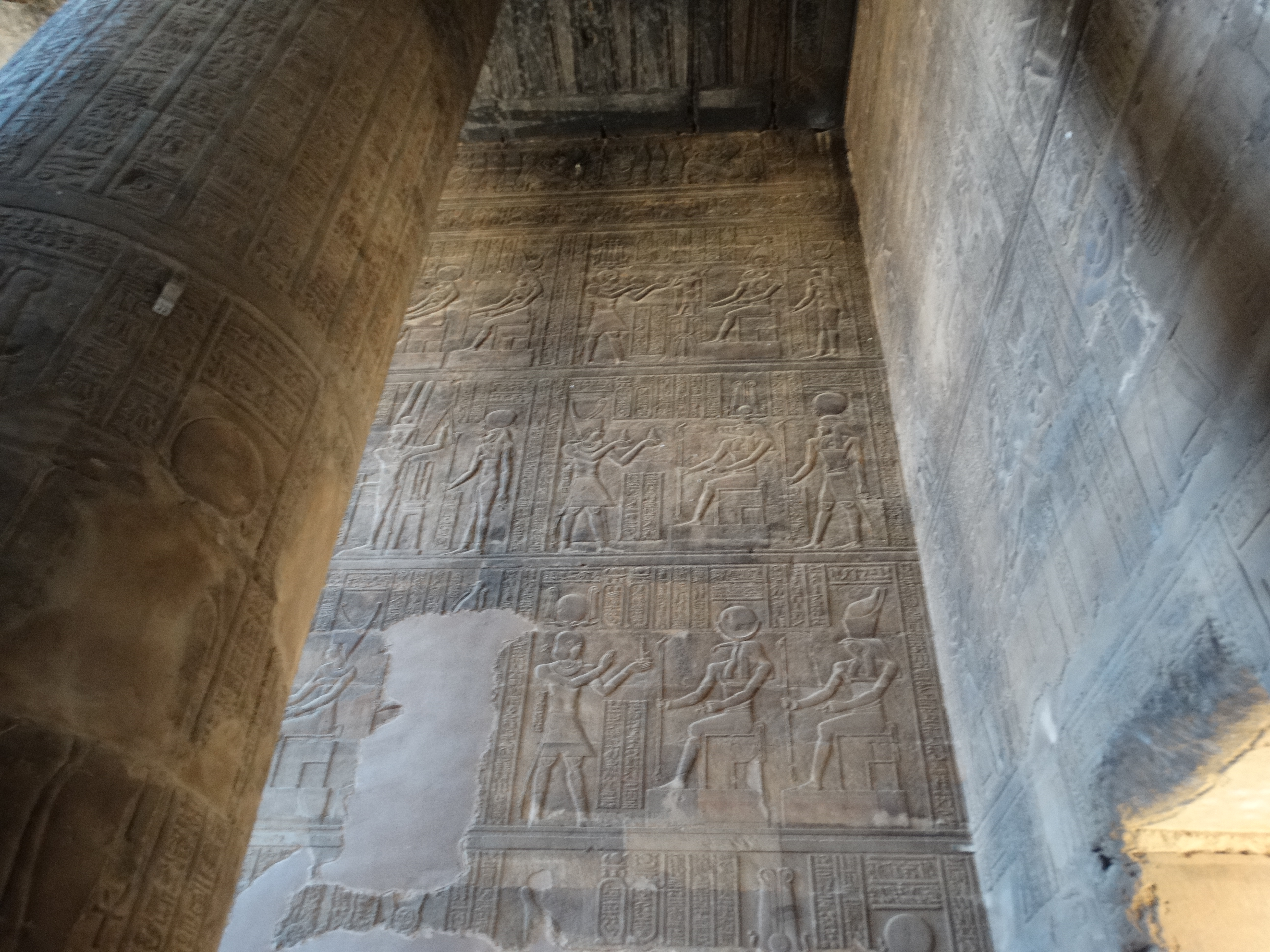
Барельеф на внутренней стене храма
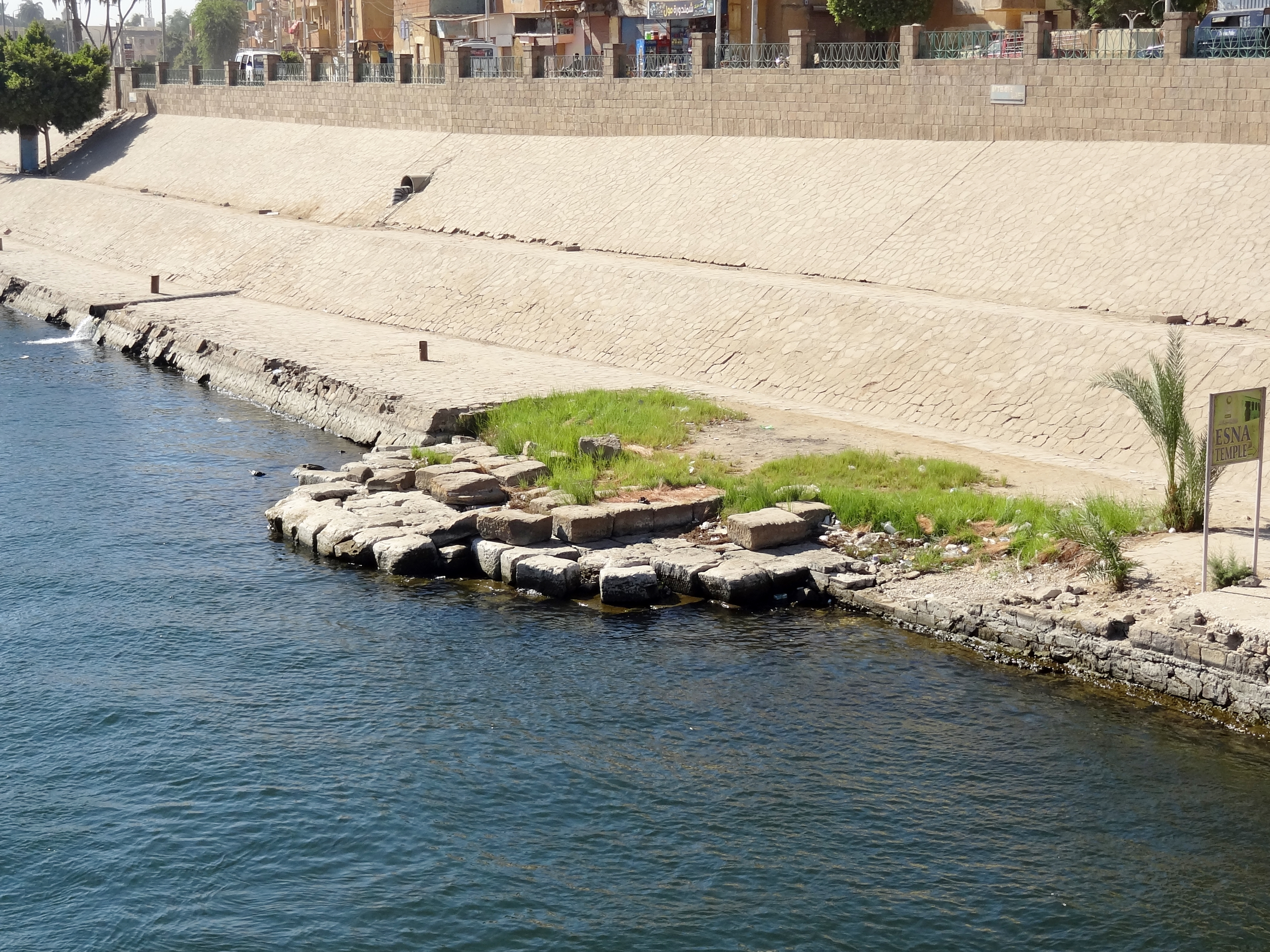
Остатки древнеримской гавани
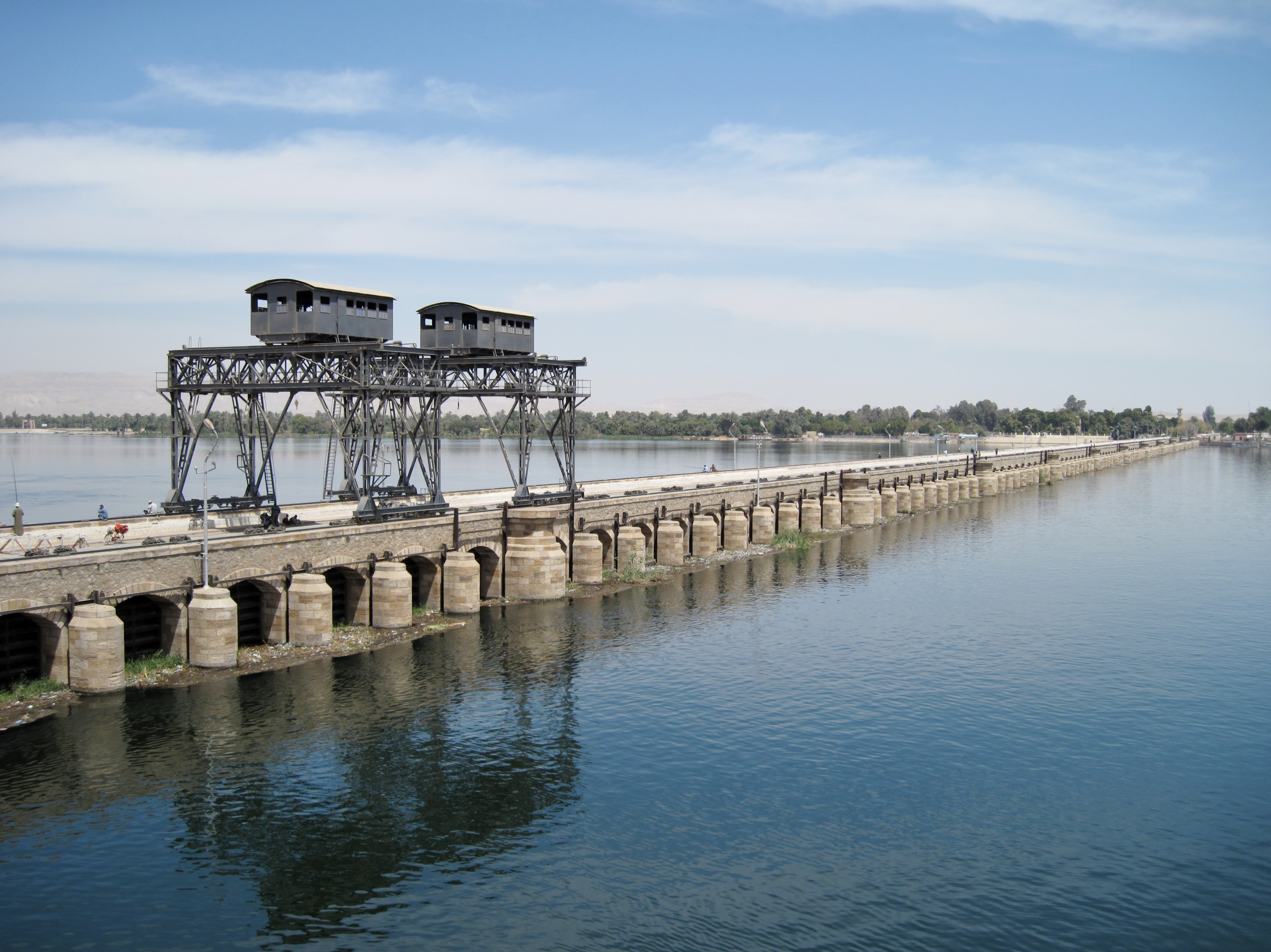
Нильская дамба в Исне
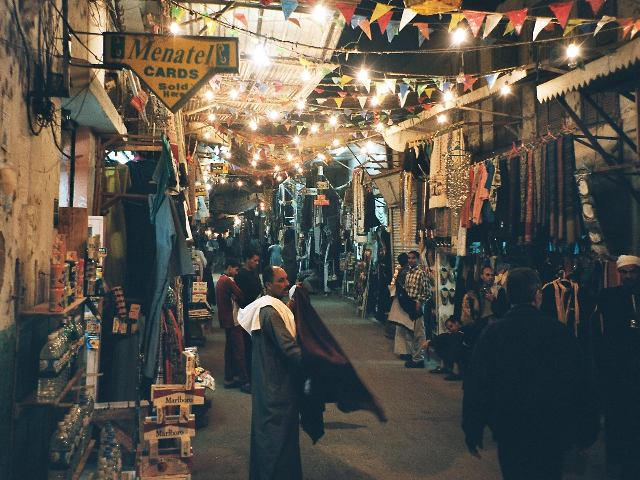
Рынок Исны